# GNG7
GNG7 (англ. G protein subunit gamma 7) – білок, який кодується однойменним геном, розташованим у людей на короткому плечі 19-ї хромосоми. Довжина поліпептидного ланцюга білка становить 68 амінокислот, а молекулярна маса — 7 522.
| 10         |  | 20         |  | 30         |  | 40         |  | 50         |
| ---------- |  | ---------- |  | ---------- |  | ---------- |  | ---------- |
| MSATNNIAQA |  | RKLVEQLRIE |  | AGIERIKVSK |  | AASDLMSYCE |  | QHARNDPLLV |
| GVPASENPFK |  | DKKPCIIL   |  |            |  |            |  |            |

A: Аланін

C: Цистеїн

D: Аспарагінова кислота

E: Глутамінова кислота

F: Фенілаланін

G: Гліцин

H: Гістидин

I: Ізолейцин

K: Лізин

L: Лейцин

M: Метіонін

N: Аспарагін

P: Пролін

Q: Глутамін

R: Аргінін

S: Серин

T: Треонін

V: Валін

Кодований геном білок за функцією належить до білків внутрішньоклітинного сигналінгу. 
Задіяний у такому біологічному процесі, як ацетилювання. 
Локалізований у клітинній мембрані, мембрані.